# Застава М48
Застава М48  је југословенска војна пушка репетирка која користи муницију  7,92 x 57, познату још и као 8 mm Маузер. Настала је на основу југословенске пушке М1924 и у односну на њу мало се разликује. Такође, конструкцијска решења преузета су и са Карабинер 98к. Коришћена је у Југословенској народној армији као основна пушка, а касније је замењена новом основном полуаутоматском пушком ПАП 7,62 mm М59/66.

## Опис
М48 је пушка репетирка, што значи да за сваки нови пуцањ метак је потребно наново убацити у цев репетирањем затварача саме пушке при чему се чаура испуцаног метка избацује, а из магацина убацује нови метак. Пушка М48 се пуни оквиром од 5 метака. При пуњењу оквир не улази у магацин. Може пуцати само јединачно. 
Пушка служи за уништавање откривених, маскираних и покретних непријатељских живих циљева ватром, утврђених циљева, возила и технике тромблонским минама, као и за борбу прса у прса ножем и кундаком. Гађање пушком даје најбоље резултате из удаљености до 400 m. Усресређена ватра већег броја стрелаца примењује се за уништавање групних циљева на удаљености до 1000 m. На авионе који ниско лете и на падобранце ватра се отвара из удаљености до 500 m. Тенкови и друга оклопна возила гађају се у прорезу за осматрања даљина до 200 m. Из пушке М48 испаљивала се тромблонска мина уз помоћ наставка М60 који се на пушку причвршћује помоћу преклопне стеге и завртња. 
Главни делови пушке јесу: цев, нишан и мушица, сандук, затварач, магацин с браником, механизам за окидање, кундак, делови за спајање и оков и нож с ножицом. Калибар јој је 7,92 mm. Постоје три врсте муниције за М48: бојева, маневарска и школска. Бојеви метак служи за уништење циља, а маневарски и школски за обуку. Муниција се носила у дводелној кожној фишеклији. После гађања бојевом и маневарским мецима пушка се мора добро очистити и добро подмазати, унутрашњост цеви чисти се и подмазује. У комплету пушке М48 налазила се дводелна кантица у којој се са једне стране под ознаком ЧИШ-унутра сипао ДРНЧ (Детерџентски растварач наслага чађи), средство за скидање гарежи после гађања. Док се у другој прегради са натписом ПОД сипао ЗУОН (Заштитно уље опште намене), средство за подмазивање након завршеног скидања гарежи-чађи са цеви и делова затварача.
Пушком се може гађати из лежећег, клечећег, седећег и стојећег става, на месту и кретању, из руку и с наслона. Нишањење се врши тако што се пушка усмери устима цеви на циљ и нанишани тако да врх мушице буде у средини зареза нишана и у подножје нишанске тачке.
Године 1953. склопљен је први извозни посао домаће војне индустрије о испоруци пушке М48 у Бурму. Пушка М48 још је извезена у Алжир, Чад, Индонезију, Египат, Ирак и Сирију. Користила се у Алжирском рату за независност (1954-1962), Либанском грађанском рату (1975-1990), Ирачко-иранском рату (1980-1988), Рату у Југославији (1991-2001) и последњем грађанском рату у Сирији (2011-).

## Занимљивости
- У време Хладног рата југословенски средњошколци су из предмета Општенародна одбрана и Друштвена самозаштита имали обуку и гађање из пушке М48.
- Пушка М48 појављује се у бројним југословенским филмовима и серијама.

## Варијанте
М48:  1950-1952- иницијална првобитна варијанта М48.
М48А: 1952-1965- унапређена варијанта
М48Б: 1956-1965-
М48БО: 1956-1965- „без ознаке"
М53: лака пушка развијена на основу пушке М48. Није уведена у наоружање.
M48/63: спортско-ловачка пушка која има краћу цев у односу на М48 Производња ловачке варијанте у „Застави оружју" престала је 2013.